# GUN Records
Great Unlimited Noises Records Musikproduktions GmbH (w skrócie GUN Records) – niemiecka wytwórnia płytowa, istniejąca w latach 1992–2009, specjalizująca się w szeroko rozumianej muzyce heavymetalowej.

## Historia
Wytwórnia rockowa GUN (Great Unlimited Noises) została założona w 1992 roku jako wspólne przedsięwzięcie Wolfganga Funka i Bogdana Kopeca z BMG. Wytwórnia odkryła i wylansowała takich wykonawców jak: Guano Apes, Bullet for My Valentine, Oomph!, HIM, Apocalyptica, Lordi oraz Sturm und Drang. Wydawał także albumy Running Wild, U.D.O., Kreator, Sodom i Rage.
Funk odszedł z funkcji prezesa firmy w grudniu 2008 roku. W roku następnym Sony Music zakończyła działalność GUN Records.

### Pododdziały
Wraz z rozwojem wytwórni w jej ofercie pojawiła się nie tylko większa liczba artystów, ale także większe zróżnicowanie stylistyczne. Dla lepszej klasyfikacji GUN założyła trzy pododdziały: GUN Records – dla rocka i metalu, Supersonic Records dla – popu i Subword – dla hip-hopu. Nowej strategii towarzyszyło również otwarcie się na artystów międzynarodowych: Within Temptation (z Holandii), Bullet For My Valentine (z Walii), Apoptygma Berzerk (z Norwegii), All Ends (ze Szwecji), Lordi, Apocalyptica i Sturm und Drang (z Finlandii) oraz Three Days Grace (z Kanady).

## Artyści
- Accept
- L’Âme Immortelle
- Apoptygma Berzerk
- Apocalyptica
- The Bollock Brothers
- Blackeyed Blonde
- Blackshine
- Bullet for My Valentine
- Clawfinger
- Depressive Age
- Donots
- Guano Apes
- Eagles of Death Metal
- Eloy
- Exilia
- Die Happy
- Grave Digger
- H-Blockx
- HIM
- Kreator
- Lordi
- Lovex
- Mind Odyssey
- Monster Voodoo Machine
- Oomph!
- Paradise Lost
- Rage
- Running Wild
- Skew Siskin
- Sodom
- Spermbirds
- Sturm und Drang
- T.A.S.S.
- Three Days Grace
- Thunderhead
- Tom Angelripper
- U.D.O.
- Van Canto
- Within Temptation